# Mariam Kaba
Mariam Kaba, née à Beyla en république de Guinée, est une actrice franco-guinéenne.

## Biographie
Fille de diplomate, Mariam Kaba est née en Guinée. Au début des années 1980, elle s'installe à Paris et s'inscrit à l’AFAP, dans le but de devenir attachée de presse. Des études qu’elle néglige pour suivre des cours de théâtre, notamment ceux d'Isabelle Sadoyan. Elle décroche malgré tout son diplôme d'attachée de presse et commence à faire des apparitions au cinéma, notamment dans Périgord noir de Nicolas Ribowski et Vanille fraise de Gérard Oury.
Dans les années 1990, elle joue un rôle important dans Samba Traoré sous la direction du grand cinéaste africain Idrissa Ouedraogo. Elle est aussi distribuée dans trois films de Cheik Doukouré. Pour Raoul Peck, elle interprète le premier rôle féminin, celui de la femme de Patrice Lumumba, dans Lumumba, auprès d'Eriq Ebouaney dans le rôle du héros national Congolais.
Elle est membre du jury dans plusieurs festivals à travers le monde : au FESPACO en 1997, aux journées cinématographiques de Carthage en 2000, et au Festival international du film d'Amiens en 2003.

## Filmographie

### Cinéma

#### Longs métrages
- 1989 : Périgord noir de Nicolas Ribowski : Maina
- 1989 : Vanille fraise de Gérard Oury : la première femme d'Hippolyte
- 1992 : Blanc d'ébène de Cheik Doukouré : Saly
- 1992 : Samba Traoré d'Idrissa Ouedraogo : Saratou
- 1994 : Le Ballon d'or de Cheik Doukouré : Fanta
- 1995 : Pullman paradis de Michèle Rosier : Jeja Sembene
- 1997 : Saraka bô de Denis Amar : l'épouse du marabout
- 1999 : Haut les cœurs ! de Sólveig Anspach
- 2000 : Lumumba de Raoul Peck : Pauline Lumumba
- 2001 : Quand on sera grand de Renaud Cohen
- 2001 : Paris selon Moussa de Cheik Doukouré : Mame Traoré
- 2005 : Africa Paradis de Sylvestre Amoussou : la Présidente de l'assemblée nationale
- 2006 : Le Grand Appartement de Pascal Thomas : la deuxième épouse d'Oussamba
- 2009 : La Journée de la jupe de Jean-Paul Lilienfeld : la mère de Mouss
- 2010 : Tête de turc de Pascal Elbé : la mère africaine
- 2011 : Un Pas en avant de Sylvestre Amoussou : Gentivi
- 2011 : Polisse de Maïwenn : la plaignante au commissariat
- 2014 : Valentin Valentin de Pascal Thomas : la belle africaine
- 2016 : L'Alliance d'or (Zin'naariyâ!) de Rahmatou Keïta : la scarificatrice
- 2017 : Il a déjà tes yeux de Lucien Jean-Baptiste : Madame Cissé
- 2018 : Vaurien de Mehdi Senoussi : Salamata

### Télévision

#### Téléfilms
- 2001 : Fatou la Malienne de Daniel Vigne : Aminata
- 2001 : Villa mon rêve de Didier Grousset : Manda Dialo
- 2003 : Fatou, l'espoir de Daniel Vigne : Aminata
- 2009 : Pas de toit sans moi de Guy Jacques : Kidia

#### Séries télévisées
- 1989 : Drôles d'histoires : Intrigues et Mésaventures, 1 épisode d'Emmanuel Fonlladosa
  - Marabout ficelle
- 1992 : Navarro, 1 épisode de Patrick Jamain : Fatoumata
  - Saison 4, épisode 2 : Le clan des clandestins
- 1996 : L'Avocate, 1 épisode de Philippe Lefebvre : Lomé
  - Saison 1, épisode 3 : Le prix d'une vie
- 2005 : PJ, 1 épisode de Gérard Vergez : Odile
  - Saison 9, épisode 8 : En petits morceaux
- 2007 : L'hôpital, 1 épisode de Laurent Lévy : la mère de Kévin
  - Saison 1, épisode 2 : Protégés
- 2014 : Personne n'est parfait, 4 épisodes de Gabriel Julien-Laferrière
  - Saison 1, épisode 1 : La rivale
  - Saison 1, épisode 2 : Le manteau
  - Saison 1, épisode 3 : L'anniversaire
  - Saison 1, épisode 4 : Le petit monstre

## Doublage

### Cinéma
- 2010 : Invictus de Clint Eastwood : la dévote dans l'église
- 2012 : Jenifer Lewis dans Au-delà (Hereafter) de Clint Eastwood : Candace
- 2013 : Gangster Squad de Ruben Fleischer : voix d'ambiance

### Film d'animation
- 2015 : Adama de Simon Rouby : la mère d'Adama

## Théâtre

### Comédienne
- 2000 : Une Porte sur la mer de Benjamin Jules-Rosette
- 2007 : Jean-Paul II : N'ayez pas peur ! d'Alain Decaux, mise en scène Robert Hossein, Palais des sports de Paris
- 2009 : La Leçon d'Eugène Ionesco, mise en scène Luciano Baldelli, Festival d'Avignon

## Distinctions
- 1996 : Prix du Ministère Français de la coopération au Festival de Cannes
- 2012 : Prix pour l'ensemble de sa carrière à l'Afrika Film Festival de Louvain (Belgique)